# سگورا
سگورا (به اسپانیایی: Río Segura) یک رود در اسپانیا است که در استان خائن واقع شده‌است.